# 雄蛇ヶ池
座標: 北緯35度33分38.1秒 東経140度19分42.8秒 / 北緯35.560583度 東経140.328556度

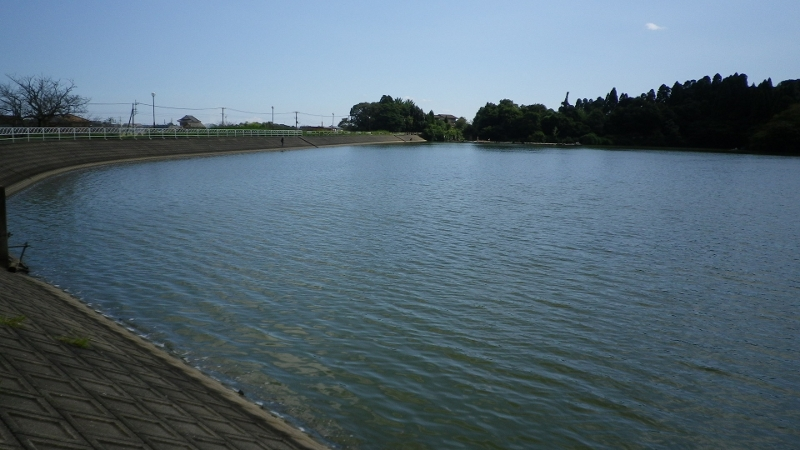
2011年9月撮影

雄蛇ヶ池（おじゃがいけ）は、千葉県東金市にある灌漑用貯水池である。

## 概要
江戸時代の初期に嶋田伊伯が造成を主導してできた貯水池。1614年（慶長19年）完成と伝えられている。
池の周囲は約4.5km、面積は約25万平方メートル、水深は浅く満水時最深部で4m程度である。整備された遊歩道により歩いて一周することができ、週末はウォーキングをする人や釣り人でにぎわう。池の形状が十和田湖にやや似ていることから「房総の十和田」の別称がある。
1970年代ころから、リリーパッドと呼ばれる水草が茂った環境で、ソフトルアーを使って行うバスフィッシングの名所として知られた。1980年頃、堰堤工事のため水位を大幅に落としていた時期があった。また、同時期にソウギョが放流されたことで池の水生植物は激減することとなる。その後年月が経過し、2000年以降に水生植物が勢いを取り戻し繁茂しはじめたことから、2006年に再びソウギョが放流された。ソウギョの食害により水生植物は壊滅、代わりに藍藻類が繁殖しアオコ現象が発生している。ブラックバス、ブルーギル、鯉、ソウギョ、ヘラブナ、モクズガニの生息が確認されている。また、1981年にはオオマリコケムシという奇妙な生き物が大繁殖している。